# Abrham Sime
Abrham Sime (7 novembre 2001) è un siepista etiope.

## Palmarès
| Anno | Manifestazione               | Sede         | Evento          | Risultato | Prestazione | Note                          |
| ---- | ---------------------------- | ------------ | --------------- | --------- | ----------- | ----------------------------- |
| 2018 | Giochi Panafricani giovanili | Algeri       | 2000 m siepi    | Oro       | 5'39"05     | Miglior prestazione personale |
| 2018 | Giochi Olimpici giovanili    | Buenos Aires | 2000 m siepi    | Oro       | 5'34"94     | Miglior prestazione personale |
| 2018 | Giochi Olimpici giovanili    | Buenos Aires | Corsa campestre | 9º        | 11'51"      |                               |
| 2023 | Mondiali                     | Budapest     | 3000 m siepi    | Batteria  | 8'31"49     |                               |
| 2024 | Giochi Panafricani           | Accra        | 3000 m siepi    | 4º        | 8'27"30     |                               |

## Campionati nazionali
2019
- 11º ai campionati etiopi, 3000 m siepi - 8'59"0

2021
- Bronzo ai campionati etiopi, 3000 m siepi - 8'39"3

2022
- 12º ai campionati etiopi, 3000 m siepi - 8'46"2

## Altre competizioni internazionali
2020
- 8º al Meeting Hauts-de-France Pas-de-Calais ( Liévin), 3000 m piani indoor - 7'45"87
- 9º al Meeting Villa de Madrid ( Madrid), 3000 m piani indoor - 7'50"59

2021
- 10º al Meeting de Paris ( Parigi), 3000 m siepi - 8'23"35

2022
- 9º all'Athletissima ( Losanna), 3000 m siepi - 8'25"06
- 14º al Golden Gala ( Roma), 3000 m siepi - 8'28"62
- 4º al Golden Spike ( Ostrava), 3000 m siepi - 8'17"52
- 14º al Meeting Hauts-de-France Pas-de-Calais ( Liévin), 2000 m piani indoor - 5'08"30

2023
- Bronzo all'Herculis ( Monaco), 3000 m siepi - 8'10"56
- 4º al Meeting de Paris ( Parigi), 3000 m siepi - 8'10"73
- Bronzo al Bauhaus-Galan ( Stoccolma), 3000 m siepi - 8'16"82
- 9º al Prefontaine Classic ( Eugene), 3000 m siepi - 8'20"08

2024
- Oro al Meeting de Paris ( Parigi), 3000 m siepi - 8'02"36
- 10º al Memorial Van Damme ( Bruxelles), 3000 m siepi - 8'17"75
- 14º al Doha Diamond League ( Doha), 3000 m siepi - 8'39"39

2025
- Oro alla Shanghai Diamond League ( Shaoxing), 3000 m siepi - 8'07"92